# رودین (صربستان)
رودین (به صربی: Rudine) یک منطقهٔ مسکونی در صربستان است که در چایتینا واقع شده‌است. رودین ۱۲٫۸۳ کیلومتر مربع مساحت و ۱۴۴ نفر جمعیت دارد و ۶۹۰ متر بالاتر از سطح دریا واقع شده‌است.